# Cupa României 2023-2024
Sezonul 2023-2024 al Cupei României a fost cea de-a 86-a ediție a celui mai vechi turneu eliminator din fotbalul românesc. Aceasta a fost sponsorizată de Betano și a fost cunoscută sub numele de Cupa României Betano în scopuri de sponsorizare.
Finala s-a jucat pe 15 mai 2024 între echipa de ligă secundă Corvinul Hunedoara și cea din SuperLigă Oțelul Galați. Acest lucru a făcut ca finala să fie a șaisprezecea la care participă cel puțin o echipă din ligile inferioare. Corvinul Hunderoara a învins-o pe Oțelul Galați și a cucerit primul său trofeu în această competiție, precum și primul trofeu major din istoria echipei. De asemenea, a devenit a cincea câștigătoare a cupei în calitate de echipă din ligă inferioare. Drept urmare, Corvinul Hunedoara s-a calificat în primul tur de calificare al sezonului 2024-2025 al UEFA Europa League și a obținut dreptul de a juca împotriva câștigătoarei ediției 2023-2024 a SuperLigii României, FCSB, pentru Supercupa României 2024.

## Cluburi participante
Următoarele 132 de echipe s-au calificat în competiție:
| SuperLiga României 2022-2023 toate cluburile (16) | Liga a II-a 2022-2023 toate cluburile (20) | Liga a III-a 2022-2023 Fără echipele secunde (88) | Cupa României Faza regională 2023 toate cluburile (7)                                                                |
| - Farul Constanța - FCSB - CFR Cluj - CS Universitatea Craiova - Rapid București - Sepsi OSK - FCU Craiova - Petrolul Ploiești - FC Voluntari - Universitatea Cluj - FC Botoșani - Hermannstadt - UTA Arad - FC Argeș - Chindia Târgoviște - CS Mioveni | - FC Politehnica Iași - Oțelul Galați - Dinamo București - Steaua București - Gloria Buzău - Unirea Dej - Miercurea Ciuc - Unirea Slobozia - Dumbrăvița - 1599 Șelimbăr - Metaloglobus București - Concordia Chiajna - Viitorul Târgu Jiu - Ripensia Timișoara - Politehnica Timișoara - FC Brașov - Unirea Constanța - Minaur Baia Mare - Progresul Spartac - CSM Slatina | - CS Tunari - Dunărea Călărași - CSM Alexandria - Ceahlăul Piatra Neamț - CSM Reșița - Corvinul Hunedoara - Dacia Unirea Brăila - FC Pucioasa - Viitorul Dăești - Bihor Oradea - CSC Ghiroda - CSM Deva - Metalurgistul Cugir - Astra Giurgiu - SC Popești-Leordeni - CS Afumați - Odorheiu Secuiesc - CSM Focșani - Foresta Suceava - Dante Botoșani - Flacăra Moreni - Înainte Modelu - CS Păulești - Unirea Bascov - Real Bradu - Dunărea Călărași - Petrolul Potcoava - Sporting Roșiori - Filiași - Vedița Colonești - Minerul Costești - Flacăra Horezu - Victoria Carei - CSM Satu Mare - Sportul Șimleu Silvaniei - SCM Zalău - Lotus Băile Felix - Olimpic Zărnești - Crișul Chișineu-Criș - Gloria Lunca Teuz Cermei - Șoimii Lipova - Avântul Periam - CS Dinamo București - Progresul Pecica - Avântul Reghin - Gloria Bistrița-Năsăud - Sănătatea Cluj - Minerul 1947 Ocna Dej - Pxoniex Buziaș - Viitorul Cluj - Unirea Ungheni - Aurul Brad - Unirea Alba Iulia - Ocna Mureș - Progresul Ezeriș - Voința Lupac - Jiul Petroșani - Gilortul Târgu Cărbunești - Viitorul Simian - ACB Ineu - Recolta Gheorghe Doja - CSO Plopeni - CS Blejoi - Râmnicu Sărat - Metalul Buzău - Gloria Albești - Viitorul Darabani - Agricola Borcea - Rapid Brodoc - Viitorul Ianca - SR Brașov - Olimpic Cetate Râșnov - Kids Tâmpa Brașov - KSE Târgu Secuiesc - CSM Bacău - Dinamo Bacău - Sporting Voința Liești - Aerostar Bacău - Câmpulung 2022 - Știința Miroslava - ACS Târgu Mureș 1898 - Cetatea Turnu Măgurele - Șomuz Fălticeni - Unirea Branistea - Bucovina Rădăuți | - Vaslui - Crișul Sântandrei - FC Avrig - CS Gloria Geoagiu - Râmnicu Vâlcea - Viitorul Ileana - Axiopolis Cernavodă |

## Calendarul și data tragerilor la sorți
| Turul              | Data tragerii la sorți | Data primului meci |
| ------------------ | ---------------------- | ------------------ |
| Faza regională     | 29 iunie 2023          | 12 iulie 2023      |
| Turul I            | 24 iulie 2023          | 2 august 2023      |
| Turul II           | 3 august 2023          | 9 august 2023      |
| Turul III          | 10 august 2023         | 16 august 2023     |
| Play-off           | 23 august 2023         | 29 august 2023     |
| Faza grupelor      | 6 septembrie 2023      | 26 septembrie 2023 |
| Sferturi de finală | -                      | 2 aprilie 2024     |
| Semifinale         | -                      | 17 aprilie 2024    |
| Finala             | -                      | 15 mai 2024        |
| Sursa:             |                        |                    |

## Calificări

### Turul II
Meciurile s-au jucat pe 9 august.
| 9 august 2023 | Viitorul Ianca (3) | 1–0 | Unirea Braniștea (3) | Plopu, Ianca                                        |  |
| 17:30         |                    |     |                      | Stadion: Stadionul Plopu Arbitru: Valentin Porumbel |  |

| 9 august 2023 | Băile Felix⁠(d) (3) | 0–3 | FC Bihor (3) | Sânmartin                                 |  |
| 17:30         |                    |     |              | Stadion: Comunal Arbitru: Norbert Kemenes |  |

| 9 august 2023 | Crișul Chișineu Criș⁠(d) (4) | 0–2 | Șoimii Lipova (3) | Chișineu-Criș                            |  |
| 17:30         |                             |     |                   | Stadion: Crișul Arbitru: Cristian Codrea |  |

| 9 august 2023 | ACB Ineu (3) | 0–3 | Progresul Pecica (3) | Pecica                                     |  |
| 17:30         |              |     |                      | Stadion: Progresul Arbitru: Mircea Salomir |  |

| 9 august 2023 | Sănătatea Cluj (3) | 1–0 | Viitorul Cluj⁠(d) (3) | Cluj-Napoca                                       |  |
| 17:30         |                    |     |                      | Stadion: Clujana Arbitru: Alexandru Nicolae Suvar |  |

| 9 august 2023 | SCM Zalău⁠(d) (3) | 2–1 | Gloria Bistrița Năsăud (3) | Zalău                                              |  |
| 17:30         |                  |     |                            | Stadion: Municipal Arbitru: Marius Nechita Chioran |  |

| 9 august 2023 | CSM Satu Mare (3) | 2–3 | Minaur Baia Mare (3) | Satu Mare                                            |  |
| 17:30         |                   |     |                      | Stadion: Daniel Prodan Arbitru: Dragoș Nicolae Lunca |  |

| 9 august 2023 | Odorheiu Secuiesc (3) | 2–0 | FC Brașov (3) | Odorheiu Secuiesc                           |  |
| 17:30         |                       |     |               | Stadion: Municipal Arbitru: Bogdan Neculcea |  |

| 9 august 2023   | Tg. Mureș 1898 (3) | 1–2 | Unirea Ungheni (3) | Târgu Mureș                                              |  |
| 17:30 EEST EEST |                    |     |                    | Stadion: Academia de Sport Mureșul Arbitru: Claudiu Ștef |  |

| 9 august 2023 | CSU Alba Iulia (3) | 4–3 (d.p.) | Metalurgistul Cugir (3) | Sântimbru                                             |  |
| 17:30         |                    |            |                         | Stadion: Comunal Galtiu Arbitru: Andrei Gabriel Fodor |  |

| 9 august 2023 | Gloria Geoagiu (4) | 0–2 | CSM Deva (3) | Geoagiu                                  |  |
| 17:30         |                    |     |              | Stadion: Orășenesc Arbitru: Adelin Pavel |  |

| 9 august 2023 | Ghiroda/Giarmata Vii (3) | 2–0 | Ripensia (3) | Ghiroda                                         |  |
| 17:30         |                          |     |              | Stadion: Emilian Pavel Arbitru: Leopold Herczeg |  |

| 9 august 2023 | Phoenix Buziaș⁠(d) (3) | 2–0 (d.p.) | ASU Poli Timișoara (3) | Lugoj                                              |  |
| 17:30         |                       |            |                        | Stadion: Tineretului Arbitru: George Cătălin Roman |  |

| 9 august 2023 | Voința Lupac⁠(d) (3) | 1–3 | Reșița (2) | Lupac                                          |  |
| 17:30         |                     |     |            | Stadion: Voința Arbitru: Dan Ștefan Buzărnescu |  |

| 9 august 2023 | Jiul Petroșani (3) | 2–0 | Horezu⁠(d) (3) | Petroșani                                          |  |
| 17:30         |                    |     |               | Stadion: Petre Libardi Arbitru: Cristian Anghelina |  |

| 9 august 2023 | Olimpic Zărnești⁠(d) (3) | 0–3 | AFC Câmpulung (3) | Zărnești                                     |  |
| 17:30         |                         |     |                   | Stadion: Celuloza Arbitru: Mădălin Marinescu |  |

| 9 august 2023 | Râmnicu Vâlcea (3) | 3–2 (d.p.) | Viitorul Dăești (3) | Râmnicu Vâlcea                                    |  |
| 17:30         |                    |            |                     | Stadion: Municipal Arbitru: Constantin Alin Olaru |  |

| 9 august 2023 | Viitorul Șimian (3) | 2–1 | CSO Filiași⁠(d) (3) | Drobeta-Turnu Severin                    |  |
| 17:30         |                     |     |                    | Stadion: Municipal Arbitru: Robert Avram |  |

| 9 august 2023 | Vedița Colonești⁠(d) (3) | 3–2 (d.p.) | Petrolul Potcoava (3) | Colonești                                   |  |
| 17:30         |                         |            |                       | Stadion: Mircea Stan Arbitru: Eduard Belega |  |

| 9 august 2023 | Moreni (3) | 0–1 | CSO Plopeni (3) | Moreni                                        |  |
| 17:30         |            |     |                 | Stadion: Flacăra Arbitru: Mihai Laurențiu Ene |  |

| 9 august 2023 | Unirea Bascov (3) | 2–3 (d.p.) | Afumați (3) | Valea Ursului, Bascov                             |  |
| 17:30         |                   |            |             | Stadion: Comunal Arbitru: Mihail Sebastian Lăstun |  |

| 9 august 2023 | Gloria Băneasa⁠(d) (3) | 3–4 | Dunărea Călărași (3) | Băneasa                                 |  |
| 17:30         |                       |     |                      | Stadion: Central Arbitru: Eduard Ioniță |  |

| 9 august 2023 | Viitorul Ileana (4) | 0–3 | Popești-Leordeni (3) | Ileana                                           |  |
| 17:30         |                     |     |                      | Stadion: Comunal Arbitru: Stanica Theodor Oancea |  |

| 9 august 2023 | Păulești⁠(d) (3) | 0–5 | Metalul Buzău (3) | Păulești                               |  |
| 17:30         |                 |     |                   | Stadion: Comunal Arbitru: Marius Spinu |  |

| 9 august 2023   | Râmnicu Sărat (3) | 2–2 (d.p.) (1–3 d.l.d.) | CS Blejoi (3) | Râmnicu Sărat                             |  |
| 17:30 EEST EEST |                   |                         |               | Stadion: Municipal Arbitru: Dorin Burloiu |  |

| 9 august 2023   | Rapid Brodoc (3) | 1–0 | Sporting Liești (3) | Vaslui                                 |  |
| 17:30 EEST EEST |                  |     |                     | Stadion: Municipal Arbitru: Vlad Baban |  |

| 9 august 2023   | FC Bacău (3) | 9–1 | CSM Bacău (3) | Ruși-Ciutea                                           |  |
| 17:30 EEST EEST |              |     |               | Stadion: Baza Sportivă FC Bacău Arbitru: Andrei Baciu |  |

| 9 august 2023 | Șomuz Fălticeni (3) | 0–3 | Ceahlăul (2) | Fălticeni                                              |  |
| 17:30         |                     |     |              | Stadion: Constantin Jamaischi Arbitru: Sergiu Mavriche |  |

| 9 august 2023 | Bucovina Rădăuți (3) | 1–1 (d.p.) (5–4 d.l.d.) | Foresta Suceava (3) | Rădăuți                                      |  |
| 17:30         |                      |                         |                     | Stadion: Municipal Arbitru: Mihuleac Gabriel |  |

| 9 august 2023   | Axiopolis Cernavodă⁠(d) (3) | 7–0 | CS Amara⁠(d) (4) | Cernavodă                             |  |
| 19:00 EEST EEST |                            |     |                 | Stadion: Ideal Arbitru: Marius Naidin |  |

### Turul III
Meciurile s-au jucat pe 16 și 17 august.
| 16 august 2023 | Popești-Leordeni (3) | 0-3 | Metaloglobus (2) | Popești-Leordeni                                   |  |
| 17:30          |                      |     |                  | Stadion: Stadionul Inter Gaz Arbitru: Pavel Adelin |  |

| 16 august 2023 | SCM Zalău⁠(d) (3) | 5-1 | Minaur Baia Mare (3) | Zalău                                    |  |
| 17:30          |                  |     |                      | Stadion: Municipal Arbitru: Dragoș Ionuț |  |

| 16 august 2023 | Sănătatea Cluj (3) | 0-2 | FC Bihor (3) | Cluj-Napoca                                   |  |
| 17:30          |                    |     |              | Stadion: Clujana Spectatori: Ciucanu Octavian |  |

| 16 august 2023 | Progresul Pecica (3) | 2-1 | Șoimii Lipova (3) | Pecica                                   |  |
| 17:30          |                      |     |                   | Stadion: Progresul Arbitru: Tudor Florin |  |

| 16 august 2023 | Unirea Ungheni (3) | 2-3 | Unirea Dej (2) | Ungheni                                  |  |
| 17:30 EEST     |                    |     |                | Stadion: Central Arbitru: Raul Sebastian |  |

| 16 august 2023 | Ghiroda/Giarmata Vii (3) | 0-4 | Dumbrăvița (2) | Ghiroda                                         |  |
| 17:30 EEST     |                          |     |                | Stadion: Emilian Pavel Arbitru: Codera Cristian |  |

| 16 august 2023 | Phoenix Buziaș⁠(d) (3) | 1-0 | Reșița (2) | Lugoj                                        |  |
| 17:30          |                       |     |            | Stadion: Tineretului Arbitru: Marius Nechita |  |

| 16 august 2023 | Viitorul Șimian (3) | 1-0 | Viitorul-Pandurii (2) | Drobeta-Turnu Severin                             |  |
| 17:30          |                     |     |                       | Stadion: Municipal Arbitru: Dan Ștefan Buzarnescu |  |

| 16 august 2023 | CSU Alba Iulia (3) | 0–0 (d.p.) (3-4 d.l.d.) | CSM Deva (3) | Sântimbru                                              |  |
| 17:30          |                    |                         |              | Stadion: Stadionul Comunal Galtiu Arbitru: Marius Omuț |  |

| 16 august 2023 | Jiul Petroșani (3) | 1-4 | Corvinul (2) | Petroșani                                    |  |
| 17:30          |                    |     |              | Stadion: Petre Libardi Arbitru: Ovdiu Florin |  |

| 16 august 2023 | AFC Câmpulung (3) | 1-4 | 1599 Șelimbăr (2) | Câmpulung                                |  |
| 17:30          |                   |     |                   | Stadion: Muscelul Arbitru: Nicolae Breoi |  |

| 16 august 2023 | CSM Alexandria (2) | 1-0 | Slatina (2) | Turnu Măgurele                                                       |  |
| 17:30          |                    |     |             | Stadion: Stadionul Muncipal Turnu Măgurele Arbitru: Sebastian Mihail |  |

| 16 august 2023 | CS Blejoi (3) | 0-5 | Chindia (2) | Blejoi                                 |  |
| 17:30          |               |     |             | Stadion: Comunal Arbitru: Dragoș Pîrîu |  |

| 16 august 2023 | CS Tunari (2) | 4-0 | Progresul Spartac (2) | Tunari                                         |  |
| 17:30          |               |     |                       | Stadion: Comunal (Tunari) Arbitru: Mihai Motan |  |

| 16 august 2023 | Afumați (3) | 0-1 | Chiajna (2) | Afumați                                          |  |
| 17:30          |             |     |             | Stadion: Comunal (Afumați) Arbitru: Sergiu Anton |  |

| 16 august 2023 | Dunărea Călărași (3) | 0-1 | CSA Steaua București (2) | Călărași                                     |  |
| 17:30          |                      |     |                          | Stadion: Ion Comșa Arbitru: Ștefăniță Dănilă |  |

| 16 august 2023 | Viitorul Ianca (3) | 1–0 | Metalul Buzău (3) | Plopu, Ianca                                    |  |
| 17:30          |                    |     |                   | Stadion: Stadionul Plopu Arbitru: Cătălin Ionuț |  |

| 16 august 2023 | CSO Plopeni (3) | 0–1 | Gloria Buzău (2) | Plopeni                                               |  |
| 17:30          |                 |     |                  | Stadion: Stadionul Gheorghe Șilav Arbitru: Ovdiu Robu |  |

| 16 august 2023 | FC Bacău (3) | 2-0 | Rapid Brodoc (3) | Ruși-Ciutea                                             |  |
| 17:30 EEST     |              |     |                  | Stadion: Baza Sportivă FC Bacău Arbitru: Adrian Frățila |  |

| 16 august 2023 | Odorheiu Secuiesc (3) | 0-1 | Csíkszereda (2) | Odorheiu Secuiesc                                                            |  |
| 17:30 EEST     |                       |     |                 | Stadion: Stadionul Muncipal Odorhreiu Secuiesc Arbitru: Ionuț Constantinescu |  |

| 16 august 2023 | Bucovina Rădăuți (3) | 0-2 | Ceahlăul (2) | Rădăuți                                        |  |
| 17:30          |                      |     |              | Stadion: Municipal Arbitru: Ionuț Constantiniu |  |

| 16 august 2023 | Axiopolis Cernavodă⁠(d) (3) | 2-4 | Unirea Slobozia (2) | Cernavodă                                   |  |
| 19:00 EEST     |                            |     |                     | Stadion: Ideal Arbitru: Ene Mihai Laurențiu |  |

| 17 august 2023 | Vedița Colonești⁠(d) (3) | 1-2 | Argeș (2) | Colonești                                      |  |
| 17:30          |                         |     |           | Stadion: Mircea Stan Arbitru: Mihai Amorăriței |  |

| 17 august 2023 | Râmnicu Vâlcea (3) | 0-5 | Mioveni (2) | Râmnicu Vâlcea                                |  |
| 17:30          |                    |     |             | Stadion: Municipal Arbitru: Adrian Constantin |  |

### Play-off
Meciurile s-au jucat pe 29, 30 și 31 august.
| 29 august 2023 | FC Bacău (3) | 1-3 | Oțelul (1) | Ruși-Ciutea                                                 |  |
| 17:30          |              |     |            | Stadion: Baza Sportivă FC Bacau Arbitru: Cristian Moldovanu |  |

| 29 august 2023 | 1599 Șelimbăr (2) | 1-2 | Voluntari (1) | Cisnădie                                        |  |
| 17:30          |                   |     |               | Stadion: Stadionul Magura Arbitru: Sorin Vădana |  |

| 29 august 2023 | Phoenix Buziaș⁠(d) (3) | 0-3 | Chindia (2) | Lugoj                                     |  |
| 17:30          |                       |     |             | Stadion: Tinertului Arbitru: Adelin Pavel |  |

| 29 august 2023 | CSM Deva (3) | 0-2 | Gloria Buzău (2) | Deva                                          |  |
| 17:30          |              |     |                  | Stadion: Cetate Arbitru: Dragoș Nicolae Lunca |  |

| 29 august 2023 | Metaloglobus (2) | 1-2 | Dinamo (1) | Târgoviște                                           |  |
| 19:00          |                  |     |            | Stadion: Eugen Popescu Arbitru: Cătălin George Roman |  |

| 30 august 2023 | FC Bihor (3) | 1-0 | Argeș (2) | Oradea                                     |  |
| 17:00          |              |     |           | Stadion: Iuliu Bodola Arbitru: Mihai Motan |  |

| 30 august 2023 | CSM Alexandria (2) | 1-0 | Chiajna (2) | Turnu Măgurele                                                     |  |
| 17:30          |                    |     |             | Stadion: Stadionul Municipal Turnu Măgurele Arbitru: Claudiu Marcu |  |

| 30 august 2023 | Unirea Dej (2) | 0-1 | CSA Steaua București (2) | Dej                                                    |  |
| 17:30          |                |     |                          | Stadion: Stadionul Municipal Dej Arbitru: Cătălin Buși |  |

| 30 august 2023 | Mioveni (2) | 0-2 | Botoșani (1) | Mioveni                                           |  |
| 17:30          |             |     |              | Stadion: Stadionul Orășenesc Arbitru: Ovidiu Robu |  |

| 30 august 2023 | Progresul Pecica (3) | 4-1 | Viitorul Șimian⁠(d) (3) | Pecica                                     |  |
| 17:30          |                      |     |                        | Stadion: Progresul Arbitru: Mircea Salomir |  |

| 30 august 2023 | Viitorul Ianca⁠(d) (3) | 0-5 | CS Tunari (2) | Ianca                                           |  |
| 17:30          |                       |     |               | Stadion: Plopu Arbitru: Mihail Sebastian Lăstun |  |

| 30 august 2023 | Corvinul (2) | 4-2 | Csíkszereda (2) | Hunedoara                                            |  |
| 17:30          |              |     |                 | Stadion: Michael Klein Arbitru: Florin Ovidiu Mazilu |  |

| 31 august 2023 | Ceahlăul (2) | 2-4 | U Cluj (1) | Piatra-Neamț                          |  |
| 17:00          |              |     |            | Stadion: Ceahlăul Arbitru: Vlad Baban |  |

| 31 august 2023 | SCM Zalău⁠(d) (3) | 3-0 | Poli Iași (1) | Zalău                                             |  |
| 17:30          |                  |     |               | Stadion: Municipal Arbitru: Dan Ștefan Buzărnescu |  |

| 31 august 2023 | Unirea Slobozia (2) | 2-5 (d.p.) | Hermannstadt (1) | Slobozia                             |  |
| 17:30          |                     |            |                  | Stadion: 1 mai Arbitru: Robert Avram |  |

| 31 august 2023 | Dumbrăvița (2) | 0-1 | UTA Arad (1) | Arad                                                |  |
| 20:00          |                |     |              | Stadion: Francisc Neuman Arbitru: Valentin Porumbel |  |

## Faza grupelor
Un total de 24 de echipe au jucat în faza grupelor: 8 echipe care au intrat în această fază, și cele 16 câștigătoare ale play-off-ului.
Tragerea la sorți a avut loc pe 6 septembrie 2023, la ora 12:00 EEST. Cele 24 de echipe au fost împărțite în patru grupe, de câte șase echipe. Pentru extragere, echipele au fost împărțite în trei urne valorice pe baza următoarelor principii.
- Urna 1 - cele șase echipe care au evoluat în play-off-ul sezonului trecut al SuperLigii României + primele două clasate din play-out.
- Urna 2 - Șapte echipe din sezonul actual al SuperLigii care au obținut calificarea în grupe după ce au trecut de play-off și o echipă calificată în urma fazelor anterioare.
- Urna 3 - celelalte 8 echipe calificate în urma fazelor anterioare.

| Urna 1 - FCV Farul - FCSB - CFR Cluj - CSU Craiova - Rapid - Sepsi - FCU Craiova - Petrolul | Urna 2 - Voluntari - U Cluj - Botoșani - Hermannstadt - UTA Arad - Dinamo - Oțelul - Chindia | Urna 3 - CSA Steaua București - Gloria Buzău - Corvinul - CSM Alexandria - CS Tunari - FC Bihor - SCM Zalău⁠(d) - Progresul Pecica |

### Grupele
| Clasarea echipelor în faza grupelor a fost stabilită după cum urmează: 1. Puncte obținute în toate meciurile din grupă; 2. Numărul mai mare de puncte obținute în jocurile directe disputate între echipele aflate la egalitate de puncte; 3. Diferența de goluri mai bună în jocurile directe; 4. Numărul mai mare de goluri marcate în jocurile directe; 5. Diferența de goluri; 6. Numărul mai mare de goluri marcate în toate jocurile; 7. Disputarea unui joc de baraj între echipele aflate la egalitate. |

#### Grupa A
| Loc                                            | Echipă           | Pct. | MJ | V | E | Î | GM | GP | DG  |  | COR | HER | PET | SEP | CHI | PEC |
| ---------------------------------------------- | ---------------- | ---- | -- | - | - | - | -- | -- | --- |  | --- | --- | --- | --- | --- | --- |
| 1.                                             | Corvinul         | 9    | 3  | 3 | 0 | 0 | 9  | 0  | +9  |  |     |     |     | 1–0 | 2–0 |     |
| 2.                                             | Hermannstadt     | 7    | 3  | 2 | 1 | 0 | 8  | 1  | +7  |  |     |     |     | 1–1 |     |     |
| 3.                                             | Petrolul         | 7    | 3  | 2 | 1 | 0 | 6  | 3  | +3  |  |     |     |     | 2–2 |     |     |
| 4.                                             | Sepsi            | 2    | 3  | 0 | 2 | 1 | 3  | 4  | −1  |  |     |     |     |     |     |     |
| 5.                                             | Chindia          | 0    | 3  | 0 | 0 | 3 | 0  | 5  | −5  |  |     | 0–1 | 0–2 |     |     |     |
| 6.                                             | Progresul Pecica | 0    | 3  | 0 | 0 | 3 | 1  | 14 | −13 |  | 0–6 | 0–6 | 1–2 |     |     |     |
| Legendă: Locurile 1, 2: Calificare în sferturi |                  |      |    |   |   |   |    |    |     |  |     |     |     |     |     |     |

1. 1 2  Departajarea se face la diferența de goluri mai mare. HER: +7, PET: +3.

#### Grupa B
| Loc                                            | Echipă               | Pct. | MJ | V | E | Î | GM | GP | DG |  | UCJ | CFR | RAP | STE | ALX | BOT |
| ---------------------------------------------- | -------------------- | ---- | -- | - | - | - | -- | -- | -- |  | --- | --- | --- | --- | --- | --- |
| 1.                                             | U Cluj               | 7    | 3  | 2 | 1 | 0 | 8  | 2  | +6 |  |     | 1–1 |     |     |     |     |
| 2.                                             | CFR Cluj             | 5    | 3  | 1 | 2 | 0 | 4  | 2  | +2 |  |     |     |     |     |     |     |
| 3.                                             | Rapid                | 5    | 3  | 1 | 2 | 0 | 3  | 1  | +2 |  |     | 0–0 |     |     |     |     |
| 4.                                             | CSA Steaua București | 4    | 3  | 1 | 1 | 1 | 4  | 5  | −1 |  | 1–3 |     | 0–0 |     |     |     |
| 5.                                             | CSM Alexandria       | 3    | 3  | 1 | 0 | 2 | 5  | 7  | −2 |  |     | 1–3 |     | 2–3 |     | 2–1 |
| 6.                                             | Botoșani             | 0    | 3  | 0 | 0 | 3 | 2  | 9  | −7 |  | 0–4 |     | 1–3 |     |     |     |
| Legendă: Locurile 1, 2: Calificare în sferturi |                      |      |    |   |   |   |    |    |    |  |     |     |     |     |     |     |

1. 1 2  Departajarea se face la numărul mai mare de goluri marcate. CFR: 4, RAP: 3.

#### Grupa C
| Loc                                            | Echipă       | Pct. | MJ | V | E | Î | GM | GP | DG |  | FCU | OTE | FCS | DIN | ZAL⁠(d) | BIH |
| ---------------------------------------------- | ------------ | ---- | -- | - | - | - | -- | -- | -- |  | --- | --- | --- | --- | ------ | --- |
| 1.                                             | FCU Craiova  | 7    | 3  | 2 | 1 | 0 | 4  | 1  | +3 |  |     |     | 2–0 |     |        |     |
| 2.                                             | Oțelul       | 5    | 3  | 1 | 2 | 0 | 8  | 5  | +3 |  |     |     | 1–1 |     |        |     |
| 3.                                             | FCSB         | 4    | 3  | 1 | 1 | 1 | 3  | 3  | 0  |  |     |     |     |     |        |     |
| 4.                                             | Dinamo       | 3    | 3  | 0 | 3 | 0 | 5  | 5  | 0  |  | 1–1 | 3–3 |     |     |        |     |
| 5.                                             | SCM Zalău⁠(d) | 3    | 3  | 1 | 0 | 2 | 3  | 6  | −3 |  | 0–1 | 1–4 |     |     |        | 2–1 |
| 6.                                             | FC Bihor     | 1    | 3  | 0 | 1 | 2 | 2  | 5  | −3 |  |     |     | 0–2 | 1–1 |        |     |
| Legendă: Locurile 1, 2: Calificare în sferturi |              |      |    |   |   |   |    |    |    |  |     |     |     |     |        |     |

#### Grupa D
| Loc                                            | Echipă       | Pct. | MJ | V | E | Î | GM | GP | DG |  | UCV | VOL | UTA | GBZ | TUN | FAR |
| ---------------------------------------------- | ------------ | ---- | -- | - | - | - | -- | -- | -- |  | --- | --- | --- | --- | --- | --- |
| 1.                                             | CSU Craiova  | 7    | 3  | 2 | 1 | 0 | 6  | 1  | +5 |  |     |     |     |     |     | 4–0 |
| 2.                                             | Voluntari    | 5    | 3  | 1 | 2 | 0 | 3  | 1  | +2 |  |     |     |     |     |     | 2–0 |
| 3.                                             | UTA Arad     | 4    | 3  | 1 | 1 | 1 | 2  | 2  | 0  |  | 0–1 | 0–0 |     |     |     |     |
| 4.                                             | Gloria Buzău | 4    | 3  | 1 | 1 | 1 | 3  | 3  | 0  |  |     |     | 1–2 |     |     | 1–0 |
| 5.                                             | CS Tunari    | 3    | 3  | 0 | 3 | 0 | 3  | 3  | 0  |  | 1–1 | 1–1 |     | 1–1 |     |     |
| 6.                                             | FCV Farul    | 0    | 3  | 0 | 0 | 3 | 0  | 7  | −7 |  |     |     |     |     |     |     |
| Legendă: Locurile 1, 2: Calificare în sferturi |              |      |    |   |   |   |    |    |    |  |     |     |     |     |     |     |

## Faza eliminatorie

### Echipele calificate
| Grupa | Câștigătoarea grupei | Echipa de pe locul 2 |
| ----- | -------------------- | -------------------- |
| A     | Corvinul             | Hermannstadt         |
| B     | U Cluj               | CFR Cluj             |
| C     | FCU Craiova          | Oțelul               |
| D     | U Craiova            | Voluntari            |

### Rezumat
|  | Sferturi de finală      | Sferturi de finală  |                        |       | Semifinale | Semifinale |  |  | Finala | Finala |
|  |                         |                     |                        |       |            |            |  |  |        |        |
|  | 2 aprilie – Hunedoara   |                     |                        |       |            |            |  |  |        |        |
|  |                         |                     |                        |       |            |            |  |  |        |        |
|  | Corvinul                | 4                   |                        |       |            |            |  |  |        |        |
|  | Corvinul                | 4                   | 17 aprilie – Hunedoara |       |            |            |  |  |        |        |
|  | CFR Cluj                | 0                   |                        |       |            |            |  |  |        |        |
|  | CFR Cluj                | 0                   | Corvinul               | 3     |            |            |  |  |        |        |
|  | 3 aprilie – Craiova     |                     | Corvinul               | 3     |            |            |  |  |        |        |
|  |                         | Voluntari           | 1                      |       |            |            |  |  |        |        |
|  | FCU Craiova             | Voluntari           | 1                      | 0 (2) |            |            |  |  |        |        |
|  | FCU Craiova             |                     | 15 mai – Sibiu         | 0 (2) |            |            |  |  |        |        |
|  | Voluntari (d.l.d.)      | 0 (4)               |                        |       |            |            |  |  |        |        |
|  | Voluntari (d.l.d.)      | 0 (4)               | Corvinul (d.l.d.)      | 2 (3) |            |            |  |  |        |        |
|  | 4 aprilie – Craiova     |                     | Corvinul (d.l.d.)      | 2 (3) |            |            |  |  |        |        |
|  |                         | Oțelul              | 2 (2)                  |       |            |            |  |  |        |        |
|  | U Craiova               | Oțelul              | 2 (2)                  | 0     |            |            |  |  |        |        |
|  | U Craiova               | 18 aprilie – Galați |                        | 0     |            |            |  |  |        |        |
|  | Oțelul (d.p.)           | 1                   |                        |       |            |            |  |  |        |        |
|  | Oțelul (d.p.)           | 1                   | Oțelul                 | 2     |            |            |  |  |        |        |
|  | 3 aprilie – Cluj-Napoca |                     | Oțelul                 | 2     |            |            |  |  |        |        |
|  |                         | U Cluj              | 1                      |       |            |            |  |  |        |        |
|  | U Cluj                  | U Cluj              | 1                      | 1     |            |            |  |  |        |        |
|  | U Cluj                  |                     |                        | 1     |            |            |  |  |        |        |
|  | Hermannstadt            | 0                   |                        |       |            |            |  |  |        |        |
|  | Hermannstadt            | 0                   |                        |       |            |            |  |  |        |        |

### Sferturi de finală
Meciurile s-au disputat într-o singură manșă. Câștigătoarele s-au calificat în semifinale.
| 2 aprilie 2024 | Corvinul                                    | 4-0 | CFR Cluj | Hunedoara                                             |  |
| 19:30          | Lică 43' Coman 50' Pîrvulescu 67' Pop 90+2' |     |          | Stadion: Michael Klein Arbitru: Ionuț Dima (Medgidia) |  |

| 3 aprilie 2024                     | FCU Craiova             | 0-0 (2–4 d.l.d.)                              | Voluntari | Craiova                                                               |  |
| 18:00                              |                         |                                               |           | Stadion: Complex Sportiv Craiova Arbitru: Anderi Feșnic (Cluj-Napoca) |  |
|                                    | Lovituri de departajare |                                               |           |                                                                       |  |
| Negru · Pop · Compagnucci · Padula |                         | Florea · Voican · Ciobanu · Popescu · Cascini |           |                                                                       |  |

| 3 aprilie 2024 | U Cluj        | 1-0 | Hermannstadt | Cluj-Napoca                                               |  |
| 21:00          | Anselmo 90+3' |     |              | Stadion: Cluj Arena Arbitru: Andrei Chivulete (București) |  |

| 4 aprilie 2024 | U Craiova | 0-1 (d.p.) | Oțelul       | Craiova                                                      |  |
| 19:30          |           |            | Lameria 114' | Stadion: Ion Oblemenco Arbitru: Horațiu Feșnic (Cluj-Napoca) |  |

### Semifinale
Meciurile s-au disputat într-o singură manșă. Câștigătoarele s-au calificat în finală.
| 17 aprilie 2024 | Corvinul                           | 3-1 | Voluntari  | Hunedoara                                               |  |
| 19:00           | Manolache 20' Neacșa 61' Coman 72' |     | Florea 33' | Stadion: Michael Klein Arbitru: Szabolcs Kovacs (Carei) |  |

| 18 aprilie 2024 | Oțelul                | 2-1 | U Cluj       | Galați                                                    |  |
| 20:30           | Cisse 12' Chipciu 90' |     | Nistor 45+1' | Stadion: Oțelul Arbitru: Radu Marian Petrescu (București) |  |

### Finala
| 15 mai 2024                                          | Corvinul                | 2 – 2 (d.p.) (3 – 2 d.l.d.)                   | Oțelul                 |                                                                                 |  |
| 20:30                                                | Coman 38' Manolache 74' | Detalii                                       | 26', 17' (pen) Rušević | Stadion: Municipal, Sibiu Spectatori: 11.703 Arbitru: Marcel Bîrsan (București) |  |
|                                                      | Lovituri de departajare |                                               |                        |                                                                                 |  |
| Coman · Manolache · Bradu · Pîrvulescu · Hergheligiu |                         | Cisotti* · Gaitán · Lameira · Ghiocel · Silva |                        |                                                                                 |  |